# ابراهیم بن عبدالقادر ریاحی
ابراهیم بن عبدالقادر ریاحی (۱۷۶۶–۱۸۵۰م) فقیه مالکی و شاعر تونسی بود. در تستور زاده شده، در تونس‌شهر بزرگ شد و درگذشت. ریاست فتوا را برعهده گرفت. رسائل و خطبه‌هایش در کتابی با عنوان تعطیر النواحی بترجمة الشیخ سیدی ابراهیم الریاحی گردآوری شد. دیوان خطب منبریه، التحفة الإلهیة، نظم الأجرومیه نیز از آثار اوست.